# Nick Wiggins
Nick Wiggins (* 4. Februar 1991 in Toronto, Ontario) ist ein kanadischer Basketballspieler. Der Swingman spielt seit 2016 in Nordmazedonien und ist zurzeit für KK Rabotnički Skopje in der Prva Liga aktiv.

## Karriere

### Highschool und College
Die sportliche Laufbahn des athletischen Wiggins begann an der Vinciennes University und der Wabasha University in Indiana. Zuletzt spielte er für die Wichita State University, welche in der Missouri Valley Conference angesiedelt ist. Im Jahr 2014 gewann er mit seinem Team bis zur March Madness genannten NCAA Division I Basketball Championship 35 Partien in Folge. In durchschnittlich 15 Minuten kam Wiggins auf 5,1 Punkte und 2,3 Rebounds.

### Profikarriere

#### Basketball-Bundesliga
Die erste Station als Basketball-Profi ist für den Swingman der Club am Neckar, die Walter Tigers Tübingen, welche Wiggins im Sommer 2014 einen Einjahresvertrag angeboten haben. Zustande kam der Kontakt bei der NBA Summer League in Las Vegas. Anfang Dezember wurde sein Vertrag in Tübingen einvernehmlich aufgelöst.

#### NBA D-League
Am 9. Januar 2015 schloss sich Wiggins den Idaho Stampede in der D-League an. In der Saison 2014/15 konnte er im Durchschnitt 9,8 Punkte und 2,0 Rebounds erzielen.
Im Juli 2015 nahm er für die Utah Jazz an der Utah Summer League und für die Minnesota Timberwolves an der Las Vegas Summer League teil. Am 18. September 2015 erhielt er einen Vertrag bei den Minnesota Timberwolves, dieser wurde jedoch nach vier Testspielen am 24. Oktober 2015 wieder aufgelöst.
Anschließend kehrte er wieder am 1. November 2015 zu den Idaho Stampede zurück, jedoch wurde der Vertrag nach nur elf Tagen wieder aufgelöst. Zwei Tage später, am 13. November 2015 schloss er sich ebenfalls den in der D-League aktiven Raptors 905 an. Nach zehn Spielen, in den er durchschnittlich 4,0 Punkte und 1,7 Rebounds erzielen konnte, wurde der Vertrag wieder aufgelöst.

#### Neuseeland, Australien und Mazedonien
Nach den beiden gescheiterten Versuchen in der D-League Fuß zu fassen wechselte Wiggins Ende Januar 2016 nach Neuseeland zu den Canterbury Rams. Einige Tage vor dem Saisonstart wurde jedoch Wiggins durch die Rams entlassen.
Einen Tag darauf, unterschrieb Wiggins bei den Mackay Meteors die in der zweitklassigen Queensland Basketball League in Australien aktiv sind. Nach acht Spielen, in denen Wiggins durchschnittlich 21,4 Punkte, 2,9 Assists und 5,8 Rebounds erzielen konnte, entließen die Mackay Meteors Wiggins.
Im Oktober 2016 unterschrieb Nick Wiggins einen Vertrag bei dem mazedonischen Erstligisten KK Rabotnički Skopje.

## Persönliches
Nick ist der ältere Bruder von Andrew Wiggins, dem ersten „Pick“ des NBA-Draft 2014. Außerdem hat Wiggins noch einen weiteren Bruder sowie drei Schwestern. Die Leidenschaft für den Basketball bekamen die Brüder Wiggins von ihrem Vater Mitchell Wiggins, der ein professioneller Spieler in der NBA für die Chicago Bulls war. Aber auch ihre Mutter Marita Payne war eine erfolgreiche kanadische Sprinterin, die bei den Olympischen Spielen 1984 in Los Angeles zwei Silbermedaillen mit der 4-mal-100- und der 4-mal-400-Meter-Staffel des kanadischen Teams gewann.